# Cal Bowdler
James Calloway „Cal” Bowdler II (ur. 31 marca 1977 w Sharps, Wirginia) – amerykański koszykarz, grający na pozycji wysoki skrzydłowy.
Ma także paszport irlandzki.

## Kariera zawodnicza
- 1999–2002: Atlanta Hawks
- 2002: Kinder Bolonia
- 2002–2003: Montepaschi Siena
- 2003–2004: Lottomatica Rzym
- 2004–2005: Casti Group Varese